# En man och en kvinna – 20 år senare
En man och en kvinna – 20 år senare (franska: Un homme et une femme : Vingt ans déjà) är en fransk dramafilm från 1986 i regi av Claude Lelouch.

## Roller (urval)
- Anouk Aimée – Anne
- Jean-Louis Trintignant – Jean-Louis
- Richard Berry – Richard
- Évelyne Bouix – Françoise
- Marie Sophie L. – Jean-Luois' flickvän
- Antoine Sire – Jean-Louis' son
- Philippe Leroy – professor Thevenin
- Charles Gérard – Charlot
- Thierry Sabine – Thierry
- Robert Hossein – Robert
- Nicole Garcia – Nicole
- Isabelle Sadoyan – bagaren